# Melchior Adam Weikard

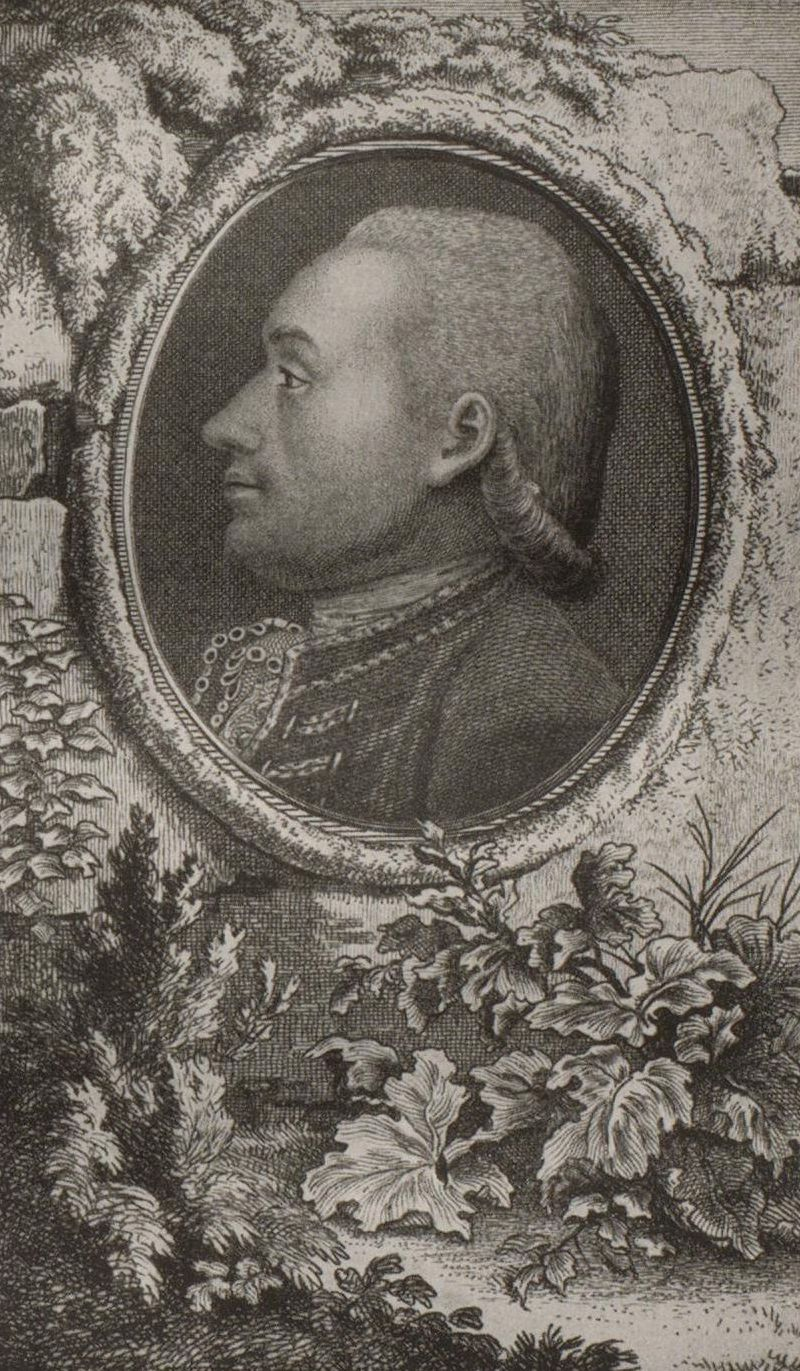
Melchior Adam Weikard

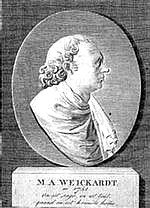
Melchior Adam Weikard

Melchior Adam Weikard, ook wel Weickard of Weikhard (Römershag (Bad Brückenau), 27 april 1742 - Brueckenau, 25 juli 1803) was een Duitse arts en filosoof tijdens de Verlichting .

## Biografie
Weikard was de zoon van de herbergier en brouwerij-eigenaar Johann Nikolaus Weikard (* 1. juni 1719; † 1796) en van Sabine Franziska Kluberdanz (* 11. september 1719; †10 maart 1758)  . Op achtjarige leeftijd kreeg Weikard een ernstig ongeval dat een blijvende lichamelijke handicap (bochel) veroorzaakte. Na het bijwonen van het Hammelburg Frobenius Gymnasium in Würzburg tussen 1753 en 1758, studeerde hij eerst filosofie en vervolgens geneeskunde, en promoveerde in 1764 aan de Universiteit van Würzburg onder Elias Adam Papius.
Aanvankelijk werkte Weikard als arts in de Fuldische stad Brückenau. In 1770 liet de prins-bisschop Heinrich von Bibra hem naar Fulda komen, waar hij zich als arts vestigde en achtereenvolgens opklom tot raadslid, lijfarts van de prins-bisschop en professor in de geneeskunde aan de universiteit Adolphina van Fulda. Tot 1776 bleef hij eveneens werken als arts in het district Brückenau.
Hij was een aanhanger van de theorieën van de Schotse arts John Brown (1735-1788) en zijn vormen van therapie en geneesmiddelen.
In 1784 werd hij benoemd tot lijfarts van de Russische tsarina Catharina II in Sint-Petersburg. Daar werd hij in 1785 tevens benoemd tot raadslid en werkte hij tot 1789, voordat de vermoeiende hofintriges hem ertoe brachten het Russische hof te verlaten.
Van 1791 tot 1792 was hij lijfarts in dienst van prins-bisschop Karl Theodor von Dalberg in Mainz. Na zijn pensionering praktiseerde hij tot 1794 in Mannheim en daarna in Heilbronn. In Heilbronn voegde Weikard zich bij de artsen Eberhard Gmelin en Friedrich August Weber, die behandeling middels magnetisme aanbevolen. Ook zijn Medizinisch-practisches Handbuch, uitgegeven door Class, ontstond daar.
Tsaar Paul probeerde Weikard terug naar Rusland te lokken door hem te benoemen tot lid van de Keizerlijke Russische Raad van State, wat leidde tot een spanningen tussen Weikard en de magistraat van Heilbronn. In plaats van naar Rusland te gaan, ging Weikard naar Fulda, waar hij in 1803 werd benoemd tot medisch directeur en tot prinselijk Nassau-raadslid, voordat hij in datzelfde jaar stierf in Römershag, zijn geboorteplaats.
Weikard was een gevierd arts en publiceerde talrijke geschriften. Hij werd toegelaten tot de Vrijmetselarij in Gersfeld, maar kwam niet verder dan het niveau van een leerling.
In hun analyse van Der philosophische Arzt concluderen Russell A. Barkley en Helmut Peters in 2012 dat "gebrek aan aandacht" ("Attentio Volubilis"), zoals Weikard het in hoofdstuk 3 beschrijft, historisch gezien de eerste beschrijving is van wat tegenwoordig bekend staat als Deficiëntie-/hyperactiviteitsstoornis.

## Familie
Weikard was de vader van de schrijfster Marianne Sophie Weikard (1770-1823) en de broer van de jurist en eerste waterboorder Georg Ignaz Weikard. Zijn zus Sabine Franziska Weikard was de moeder van de apotheker en oprichter van de Orb spa, Franz Leopold Koch 

## Eretitels
Op 7 April 1770 Melchior Adam Weikhard met de academische titel "Amphilochus" verkozen tot lid van de Leopoldina. 
De stad Fulda eerde in 1964 Weikard door een straat te vernoemen. Er is ook een Dr.-Melchior-Adam-Weikard-Straße in Bad Brueckenau.

## Verwijzingen
1. ↑  Franz Leopold Koch: „Es sind in meinem Leben so ungewöhnliche Ereignisse mir begegnet ...“, Lebenserinnerungen von Franz Leopold Koch S. 79
2. ↑  Russell A. Barkley, Helmut Peters: The earliest reference to ADHD in the medical literature? Melchior Adam Weikard's description in 1775 of attention deficit (Mangel der Aufmerksamkeit, Attentio Volubilis). In: Journal of Attention Disorders. Bd. 16, H. 8, S. 623–630, doi:10.1177/1087054711432309, PMID 22323122.
3. ↑  Franz Leopold Koch: „Es sind in meinem Leben so ungewöhnliche Ereignisse mir begegnet ...“, Lebenserinnerungen von Franz Leopold Koch S. 79/80
4. ↑  Johann Daniel Ferdinand Neigebaur: Geschichte der kaiserlichen Leopoldino-Carolinischen deutschen Akademie der Naturforscher während des zweiten Jahrhunderts ihres Bestehens. Friedrich Frommann, Jena 1860, S. 229 (archive.org)
5. ↑  Geschichte der Kaiserlichen Leopoldinisch-Carolinischen Deutschen Akademie der Naturforscher während der Jahre 1852–1887 (1889).